# دوغلاس برافو
دوغلاس برافو (بالإسبانية: Douglas Bravo)‏ هو كاتب وسياسي فنزويلي، ولد في 11 مارس 1932 في فنزويلا. حزبياً، نشط في الحزب الشيوعي الفنزويلي وحزب الثورة الفنزويلية ‏.